# بن عيسى بن عمار
بن عيسى بن عمار (بالهولندية: Benaissa Benamar)‏ هو لاعب كرة قدم هولندي، ولد في 8 أبريل 1997 في الناظور في المغرب. لعب مع نادي تلستار ‏.

## وصلات خارجية
- بن عيسى بن عمار على موقع قاعدة بيانات كرة القدم.إي يو (الإنجليزية)
- بن عيسى بن عمار على موقع Soccerway.com (الإنجليزية)
- بن عيسى بن عمار على موقع عالم كرة القدم.نت (الإنجليزية)